# Đệ Nhất Đại Hàn Dân Quốc
Đệ nhất Đại Hàn Dân Quốc, trong tiếng Hàn ngày nay gọi là Đại Hàn Dân Quốc Đệ nhất Cộng hòa quốc (tiếng Hàn: 대한민국 제1공화국; Hanja: 大韓民國第一共和國; Romaja: Daehan Minguk Jeil Gonghwaguk) là chính phủ của Hàn Quốc từ tháng 8 năm 1948 đến tháng 4 năm 1960.
Đệ nhất Cộng hòa được thành lập vào ngày 15 tháng 8 năm 1948 sau khi chuyển từ Chính phủ Quân đội Hoa Kỳ cai trị Hàn Quốc kể từ khi kết thúc sự cai trị của Nhật Bản vào năm 1945, trở thành chính phủ cộng hòa tư bản độc lập đầu tiên ở Hàn Quốc. Lee Seung-man (Lý Thừa Vãn) trở thành Tổng thống đầu tiên của Hàn Quốc sau cuộc tổng tuyển cử tháng 5 năm 1948 và Quốc hội tại Seoul đã ban hành hiến pháp đầu tiên của Hàn Quốc vào tháng 7 để thiết lập một hệ thống chính phủ dân chủ của chính phủ. Đệ nhất Cộng hòa tuyên bố chủ quyền đối với toàn bộ Bán đảo Triều Tiên nhưng chỉ nắm quyền lực ở phía nam vĩ tuyến 38 cho đến khi kết thúc Chiến tranh Triều Tiên năm 1953 khi biên giới được sửa đổi. Đệ nhất Cộng hòa được đặc trưng bởi chủ nghĩa toàn trị và tham nhũng của Lee Seung-man, phát triển kinh tế hạn chế, chống chủ nghĩa cộng sản mạnh mẽ, và vào cuối những năm 1950, sự bất ổn chính trị ngày càng tăng và sự phản đối công khai đối với Lee Seung-man. Cuộc cách mạng tháng 4 năm 1960 đã dẫn đến sự từ chức của Lee Seung-man và sự chuyển đổi sang Đệ nhị Đại Hàn Dân quốc.

## Lịch sử

### Chiến tranh Triều Tiên
25 tháng 6 năm 1950, Quân đội Nhân dân Triều Tiên vượt qua vĩ tuyến 38 tấn Hàn Quốc, tiếp theo là ngày 28 tháng 6 quân đội nhân dân Triều Tiên chiếm đóng thủ đô Seoul. quân đội Hàn Quốc và sự hỗ trợ một vài lính Mỹ tất cả các cách để rút lui vào trận Vành đai Pusan chính phủ của nước cộng hòa đầu tiên, có tới Daejeon, Daegu,Busan và những nơi khác như vốn tạm thời. Ngày 28 tháng 9, các lực lượng của Liên Hợp Quốc đã hạ cánh và đáp xuống Incheon sau khi tái chiếm Seoul, và vượt qua đường ranh giới quân sự bắt đầu bước vào chiến tranh Triều Tiên. Ngày 19 tháng 10, Cộng hòa Nhân dân Trung Hoa trong trường hợp không phải là một lời tuyên chiến, gửi tình nguyện viên Nhân dân Trung Quốc vào chiến tranh Triều Tiên, tương ứng, trong cuộc chiến thứ hai và chiến dịch thứ ba chiếm đóng của Bình Nhưỡng và Seoul, các lực lượng Liên Hợp Quốc và buộc phải rút lui vĩ bắc đến 38 độ Nam của dòng. Sau khi tình nguyện viên Liên Hợp Quốc chịu đựng các cuộc tấn công, và khởi động mùa hè và mùa thu gây khó chịu, một lần nữa chiếm lại Seoul, cuộc chiến trở lại đường ranh giới quân sự, buộc chính phủ phải tái di chuyển Đệ Nhất cộng hòa. Ngày 27 tháng 7 năm 1953 đã ký "Hiệp định đình chiến Triều Tiên" Sau khi chính phủ đầu tiên của Hàn Quốc bắt đầu tiến hành tái thiết sau chiến tranh và tái củng cố chế độ độc tài.

### Sau chiến tranh
Sau khi đình chiến, Hàn Quốc đã trải qua bất ổn chính trị dưới thời quân chủ của Lý Thừa Vãn, kết thúc bằng cuộc nổi dậy của sinh viên năm 1960. Trong suốt thời gian cầm quyền, Lee Seung-man đã tìm cách thực hiện các bước bổ sung để củng cố quyền kiểm soát chính phủ. Những điều này bắt đầu vào năm 1952 (ngay sau khi được bầu vào nhiệm kỳ thứ hai), khi chính phủ vẫn còn trụ sở tại Busan do cuộc chiến đang diễn ra. Vào tháng Năm năm đó, Lee Seung-man đã thúc đẩy thông qua các sửa đổi hiến pháp khiến cho tổng thống trở thành một vị trí được bầu trực tiếp. Để làm điều này, ông đã tuyên bố thiết quân luật và bỏ tù các thành viên của quốc hội mà ông dự kiến sẽ bỏ phiếu chống lại nó. Lee Seung-man sau đó đã được bầu bởi một biên độ rộng. Ông giành lại quyền kiểm soát quốc hội trong cuộc bầu cử năm 1954 và sau đó đã đẩy mạnh thông qua một sửa đổi để miễn cho bản thân khỏi giới hạn tám năm.
Triển vọng của Lee Seung-man cho tái tranh cử trong chiến dịch tranh cử tổng thống năm 1956 ban đầu có vẻ mờ mịt. Sự vỡ mộng của công chúng liên quan đến nỗ lực tìm kiếm nhiệm kỳ thứ ba của ông ngày càng tăng, và ứng cử viên đối lập chính Shin Ik-hee đã thu hút rất đông người trong chiến dịch tranh cử của ông. Tuy nhiên, cái chết bất ngờ của Shin khi đang trên đường chiến dịch, tuy nhiên, đã cho phép Lee Seung-man giành được chức tổng thống một cách dễ dàng. Người về nhì của cuộc bầu cử đó, Cho Bong-am của Đảng Tiến bộ, sau đó bị buộc tội gián điệp và bị xử tử năm 1959.
Các sự kiện năm 1960, được gọi là Cách mạng 19 tháng 4, đã bị xúc động bởi sự đàn áp dữ dội của một cuộc biểu tình của sinh viên ở Masan vào ngày bầu cử tổng thống, ngày 15 tháng 3. Ban đầu, những cuộc biểu tình này đã bị cảnh sát địa phương dập tắt, nhưng chúng lại nổ ra sau khi xác của một học sinh được tìm thấy trôi nổi trong bến cảng. Sau đó, các cuộc biểu tình bất bạo động lan sang Seoul và khắp cả nước, và Lee Seung-man đã từ chức vào ngày 26 tháng Tư.

### Kết thúc
Vào ngày 15 tháng 3 năm 1960, sau khi thành lập bầu cử tổng thống thứ tư của Hàn Quốc, Trại Lý trại bầu thông qua gian lận trong cuộc bầu cử, gây ra các sinh viên và bất mãn chống đối. Masan sau sự bùng nổ của cuộc đổ máu cảnh sát, mà còn làm trầm trọng thêm tình hình. Vào ngày 18 tháng 4, các sinh viên biểu tình của Đại học Hàn Quốc đã gặp phải một cuộc tấn công dữ dội trên đường trở về từ Quốc hội, 40 người bị thương, dẫn đến nhiều học sinh mỗi ngày khác đi đến Nhà Xanh để phản đối, lực lượng an ninh đã nổ súng vì các sự kiện dẫn đến 186 người chết và góp phần làm 419 phong trào sinh viên bắt đầu, sự trỗi dậy của các cuộc bạo loạn quy mô lớn quốc gia. Ngày 26 tháng 4, Lý Thừa Vãn đã buộc phải tuyên bố từ chức của ông, Thủ tướng Heo Jeong chủ tịch diễn giả cho đến khi nước Đệ nhị cộng hòa được thành lập.